# Henry Robert Stewart
Henry Robert Stewart (Dublin, 18 juni 1769 – Loring Hall (Kent), 12 augustus 1822), bekend onder zijn titel burggraaf van Castlereagh, was een Brits staatsman. Hij diende als minister van Buitenlandse Zaken ten tijde van het Congres van Wenen, waarbij de kaart van Europa na de nederlaag van Napoleon in 1815 opnieuw getekend werd. Hierbij was hij een voorstander van de oprichting van het Verenigd Koninkrijk der Nederlanden als bufferstaat tegen Frankrijk.

## Biografie

### Vroege jaren
Stewart werd geboren als de zoon van een presbyteriaanse landeigenaar uit Ulster, Robert Stewart. Zijn moeder, Sarah Frances Seymour, was de dochter van de markies van Hereford en daarmee was ze ook naaste familie van het Britse koningshuis. Door deze relaties wist Robert Stewart op te klimmen in de sociale hiërarchie en in 1789 werd hij baron van Londonderry en binnen zeven jaar wist hij markies te worden.
Stewart verkreeg zijn scholing in Armagh en studeerde aan het St John's College van de Universiteit van Cambridge. Aanvankelijk was hij een voorstander van de Franse Revolutie, maar in het begin van de jaren negentig maakte Stewart zijn grand tour en aanschouwde hij de wanorde en losbandigheid die op dat moment in Frankrijk heerste. In 1796 verwierf Stewart de titel van burggraaf van Castlereagh; in hetzelfde jaar werd zijn vader graaf.

### Politieke carrière
In 1798 verkreeg Castlereagh van William Pitt de positie van gouverneur-generaal (Chief Secretary) van Ierland. Vanuit deze functie speelde hij een actieve rol in het neerslaan van de Ierse opstand van dat jaar. Vervolgens was hij ook een drijvende kracht achter de Act of Union. Hiervoor werd hij in brede kring beschimpt. Zo noemde Lord Byron hem een wrede despoot.
Vervolgens bewees Castlereagh dat hij een kundige minister van oorlog en koloniën was in de korte tijd dat hij deze positie bekleedde. In 1809 raakte hij als minister in een hevig conflict verwikkeld met de toenmalige minister van Buitenlandse Zaken George Canning over het mislukken van de Walcherenexpeditie in het Koninkrijk Holland. Hij baarde opzien door Canning te verwonden in een duel. De verontwaardiging was groot, maar uiteindelijk wist Castlereagh aannemelijk te maken dat hij verraden was door zijn collega's. Hij was een bekwaam diplomaat, maar in eigen land erg impopulair.
In 1821 volgde hij bij de dood van zijn vader op in de titel markies van Londonderry. In 1822 werd hij, al of niet valselijk, beschuldigd van homoseksualiteit, waarop hij zelfmoord pleegde. Dat was in die dagen een misdrijf, waarvoor de overledene werd vervolgd en waarbij zijn bezittingen verbeurd konden worden verklaard. Maar aangezien deze zelfmoord werd geweten aan een staat van waanzin, kreeg Castlereagh toch een eervolle begrafenis in Westminster Abbey. Buiten de kerk demonstreerde een woedende menigte tegen deze ongelijke behandeling.

## Persoonlijkheid
Castlereagh stond bekend als een gereserveerde, gevoelige man die van bloemen en van dieren hield. Hij was ook een toegewijde echtgenoot en hield er een sober huishouden op na.
Hij onderhield jarenlang een innige vriendschap met Harriet Arbuthnot, wier gepubliceerde dagboeken een inkijkje geven in de Engelse politieke mores in de vroeg negentiende eeuw. 
- Bibsys: 2102883
- Biblioteca Nacional de España: XX1331267
- Bibliothèque nationale de France: cb12526833b (data)
- Catàleg d'autoritats de noms i títols de Catalunya: 981058511644406706
- Gemeinsame Normdatei: 11851962X
- International Standard Name Identifier: 0000 0001 0873 148X
- Library of Congress Control Number: n50041547
- Nationale Bibliotheek van Tsjechië: xx0080129
- Nationale bibliotheek van Australië: 36115139
- Nationale Bibliotheek van Israël: 987007274128805171
- Nationale Bibliotheek van Polen: a0000003018267
- Nederlandse Thesaurus van Auteursnamen: 073016950
- Réseau des bibliothèques de Suisse occidentale: 02-A022805331
- LIBRIS: 207228
- SNAC: w6v12g48
- Système universitaire de documentation: 034520295
- Trove: 1214788
- Virtual International Authority File: 15560591
- WorldCat: E39PBJd3JcGYXmC9WBTVt8Rh73